# Penamaior
Penamaior is een plaats (freguesia) in de Portugese gemeente Paços de Ferreira en telt 3619 inwoners (2001).